# Sven Berge
Sven Erik Berge, ursprungligen Svensson, född 1 oktober 1919 i Ljusdal i Hälsingland, Gävleborgs län, död 6 augusti 2004 i Malmö, var en svensk gymnasieingenjör i maskinteknik, i Sverige mest känd för sin tid på Tygavdelningen vid Arméförvaltningen, Armétygförvaltningen och Försvarets materielverk. Detta främst för konstruktionen av stridsvagn 74 och stridsvagn 103 som väckte stor internationell uppmärksamhet, men även som ledamot i Kungliga Krigsvetenskapsakademien sedan början av 1960-talet.

## Biografi
Sven Berge inledde sin karriär med praktik vid Johansson & C:o Mekaniska Verkstad i Ljusdal under sommaren 1936 med motorreparationer och andra mekaniska arbeten. Den fortsatte med praktik i Trollhättan, från hösten 1936 till sommaren 1937, med motormontering vid Nydqvist & Holm AB. Sommaren 1939 hade Berge förflyttat sig till Stockholm där han gjorde sin sista praktik: leveranskontroll och statistik vid försäljningsavdelningen vid AB Atlas-Diesel. Samma år ryckte han även in för värnpliktstjänstgöring.
År 1940 avlade Berge examen på maskintekniska linjen vid Örebros gymnasium, där han även under ett år[när?] varit elevkårens inköpschef.
På sin födelsedag 1943 utnämndes Berge till fänrik i reserven efter att först ha utexaminerats från I 9s reservofficersaspirantskola för infanteriets pansarförband år 1941 och pansartruppernas reservofficersskola vid I 10 1942. Beredskapstjänstgöringen, utförd någon gång mellan sommaren 1941 och slutet av 1944, varade nio månader vid I 9 (P 4) som gruppchef och stf plutonschef. Den 1 december 1942 anställdes Sven Berge i Kontrollbyrån vid Tygavdelningen på Arméförvaltningen, med så kallad förenad tjänst vilket innebar att han parallellt arbetade som civil tjänsteman vid KAF och officer i krigsmakten. Detta gjorde att han kunde fortsätta vara instruktör och lärare vid olika stridsvagnsförband när arbetet som kontrollant av stridsvagnstillverkningen så medgav. I det senare ingick att på uppdrag lösa olika pansarfordonstekniska problem, något han även gjorde på eget initiativ: tidigt 1943 skrev han en PM om användning av övertryck som skydd mot stridsgas, året efter inkom ett förslag om förbättrad vadningsförmåga för Stridsvagn m/40. År 1945 hade Berge avancerat från biträdande kontrollant till chef för grupp Pansarfordon vid leveranskontrollsektionen i Stockholm.
I början på 1950-talet var Berge inblandad både i utvärderingen av AMX-13 inför ett planerat inköp om 300-400 vagnar (som avbröts 1953 när engelsmännen bytte fot och erbjöd sig att leverera Centurion på stående fot), och de ingående studierna inför en ny svensk stridsvagn. Särskilt granskades effekterna av verklig strid: var fordonen blev träffade, vilka skador som uppstått och hur träffarna påverkade både vagnar och besättningar. Centurion var en utmärkt stridsvagn, men det behövdes också en lättare vagn att understödja infanteriet med punktmålsbekämpning. Eftersom affären med Frankrike inte blev av behövdes en annan lösning.
Berge förslog då att ta de luftvärnskanoner (m/36 och m/37, som inte längre var moderna nog att bekämpa fientligt flyg) som tagits ur bruk och använda dem till att modernisera de föråldrade stridsvagn m/42. År 1954 utsågs han till projektledare för att genomföra sitt förslag med två fordon. Problemet med att de långa eldrören gjorde kanonerna framtunga löstes på typiskt sätt: en schweizisk klockfjäder fick utgöra grunden för en balanseringsmekanism. Sålunda beställdes 225 st stridsvagn 74 som levererades mellan 1957 och 1960.
Berge hade då redan gått vidare med den konstruktion som skulle göra honom berömd och resultera i stridsvagn 103. I augusti 1956 presenterade han grundidén för sin sektionschef Höglund och chefen för Fordonsbyrån vid Armétygförvaltningen överste Eric Gillner. Den 22 oktober lämnades "Anmälan om en svensk uppfinning" in, där den tekniska lösningen för hur kanonen skulle kunna riktas med banden visades.
Under 1970-talet var Sven Berge ordförande i en underlagsgrupp inom projektet Underlag Direkt Eld, som studerade koncept och innovationer gällande stridsvagnar och lättare stridsfordon.
Utöver engelska behärskade Sven Berge även tyska, franska och ryska, vilket underlättade hans studier av facklitteratur rörande stridsfordon och stridsfordonsteknik.
Efter pensioneringen 1984, som överingenjör och chef för studie- och utvecklingssektionen vid Stridsfordonsbyrån på FMV, startade han ett eget konsultföretag, Swedish Armour, med säte i Malmö. Han ingick även i "Technical Advisory Group” vid General Dynamics Land Systems i Detroit tillsammans med vännerna Philip W Lett och general Israel Tal.
Sven Berge begravdes den 17 augusti 2004 i Sankt Pauli kyrka i Malmö.

### Huvudkälla
Där inte annat anges kommer uppgifterna från
”Sven Berge in memorian”. Rickard O. Lindström. 31 juli 2014. Arkiverad från originalet den 13 september 2016. https://web.archive.org/web/20160913201548/http://www.ointres.se/sven_berge.htm. Läst 9 juli 2016.

### Övriga källor
1. ↑  http://tanks.mod16.org/2014/02/09/light-tank-development-program-1949-1950/nggallery/image/1950-20-ton-tank-project-16/
2. ↑  http://ointres.se/anmalan_om_svensk_uppfinning.htm